# Whitbread Round the World Race de 1985-86
A Whitbread Round the World Race de 1985-86 foi a 4° edição da regata de volta ao mundo da Volvo Ocean Race, patrocinada pela empresa britânica Whitbread Group PLC. Iniciada em 28 de Setembro de 1985, em Southampton, Inglaterra, e com término em Janeiro de 1986, no Porto de Portsmouth. A regata demorou 111 dias, com a vitória da embarcação francesa L'Esprit d'Equipe, capitaneada por Lionel Péan.

## Modelo
O modelo de embarcação nesta edição foi o Swan 65.

## Calendário
| Regata | Começo                        | Final                         | Vencedor da Regata | Vencedor por tempo corrigido |
| ------ | ----------------------------- | ----------------------------- | ------------------ | ---------------------------- |
| 1      | Southampton, Inglaterra       | Cidade do Cabo, África do Sul | UBS Switzerland    | L'Esprit d'Equipe            |
| 2      | Cidade do Cabo, África do Sul | Auckland, Nova Zelândia       | Atlantic Privateer | Philips Innovator            |
| 3      | Auckland, Nova Zelândia       | Punta del Este, Uruguai       | UBS Switzerland    | L'Esprit d'Equipe            |
| 4      | Punta del Este, Uruguai       | Portsmouth, Inglaterra        | UBS Switzerland    | L'Esprit d'Equipe            |

## Resultados
| Posição | Barco                 | Capitão                                       | País           | Tempo     |
| ------- | --------------------- | --------------------------------------------- | -------------- | --------- |
| 1       | L'Esprit d'Équipe     | Lionel Péan                                   | França         | 111d 23h  |
| 2       | Philips Innovator     | Dirk Nauta                                    | Países Baixos  | 112d 21h  |
| 3       | Fazer Finland         | Michael Berner                                | Finlândia      | 115d 0h   |
| 4       | UBS Switzerland       | Pierre Fehlmannn                              | Suíça          | 117D 4h   |
| 5       | Rucanor Tristar       | Gustaaf Versluys                              | Bélgica        | 118D 9h   |
| 6       | Fortuna Lights        | Javier Visiers, Jorgie Brufau & Antonio Guiu  | Espanha        | 121d 0h   |
| 7       | Lions New Zealand     | Peter Blake                                   | Nova Zelândia  | 121d 7h   |
| 8       | Drum                  | Skip Novak                                    | Reino Unido    | 122d 6h   |
| 9       | Equity & Law          | Pleun van der Lugt                            | Países Baixos  | 123d 6h   |
| 10      | Cote d'Or             | Eric Tabarly                                  | Bélgica        | 125d 19h  |
| 11      | Shadow of Switzerland | Otto Zehender-Mueller & Nora Zehender-Mueller | Suíça          | 128d 11h  |
| 12      | Norsk Data GB         | Bob Salmon                                    | Reino Unido    | 136d 1h   |
| 13      | SAS Baia Viking       | Jesper Norsk                                  | Dinamarca      | 144d 18h  |
| 14      | NZI Enterprise        | Digby Taylor                                  | Nova Zelândia  | sem tempo |
| 14      | Atlantic Privateer    | Padda Kuttel                                  | Estados Unidos | sem tempo |